# Ếch sừng Surinam
Ếch sừng Surinam còn được gọi là ếch sừng Amazon (danh pháp hai phần: Ceratophrys cornuta) là một loài ếch dài đến 20 cm được tìm thấy trong phần phía bắc của Nam Mỹ. Nó có một miệng đặc biệt rộng, và có u nổi như sừng trên đôi mắt. Cá cái đẻ tới 1.000 quả trứng tại một thời điểm, và quấn chúng xung quanh các cây thủy sinh. Loài ếch này ăn ếch nhái, thằn lằn, chuột nhắt. Nòng nọc của con ếch có sừng Surinam tấn công lẫn nhau (và tấn công nòng nọc của các loài ếch nhái khác) ngay sau khi nở. Loài này đã từng được coi là cùng loài với Ceratophrys ornata. Tranh chấp này sau đó đã được giải quyết bởi vì con ếch sừng Surinam sống ở một môi trường sống khác nhau hơn so với người anh em họ nhỏ hơn của chúng không giao phối lẫn nhau trong tự nhiên (nhưng sẽ làm như vậy trong điều kiện nuôi nhốt). Loài này đã được biết bắt con mồi vào các loài ếch có sừng khác, đặc biệt là Ceratophrys ornata.

## Hình ảnh

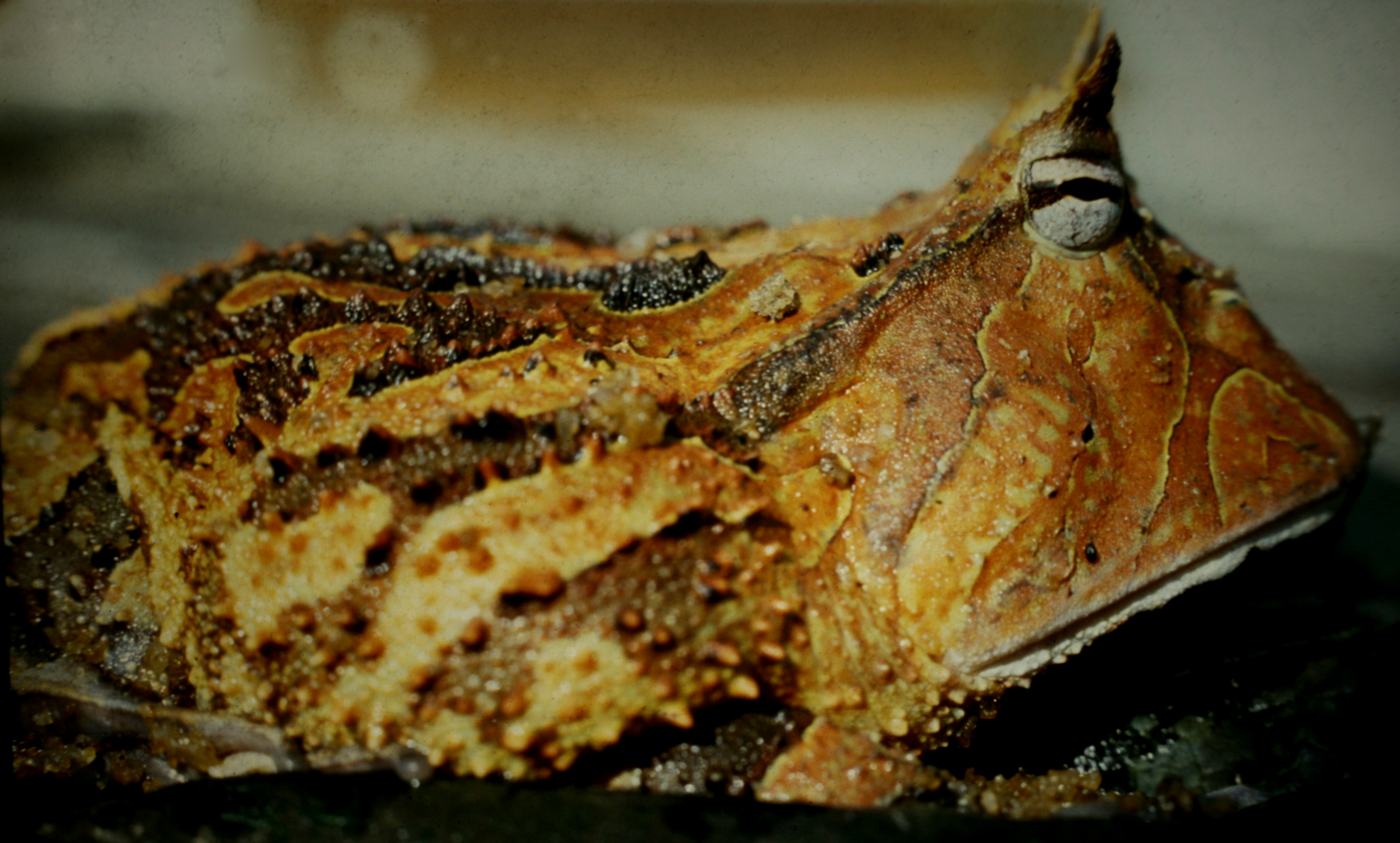
Ceratophrys cornuta Suriname
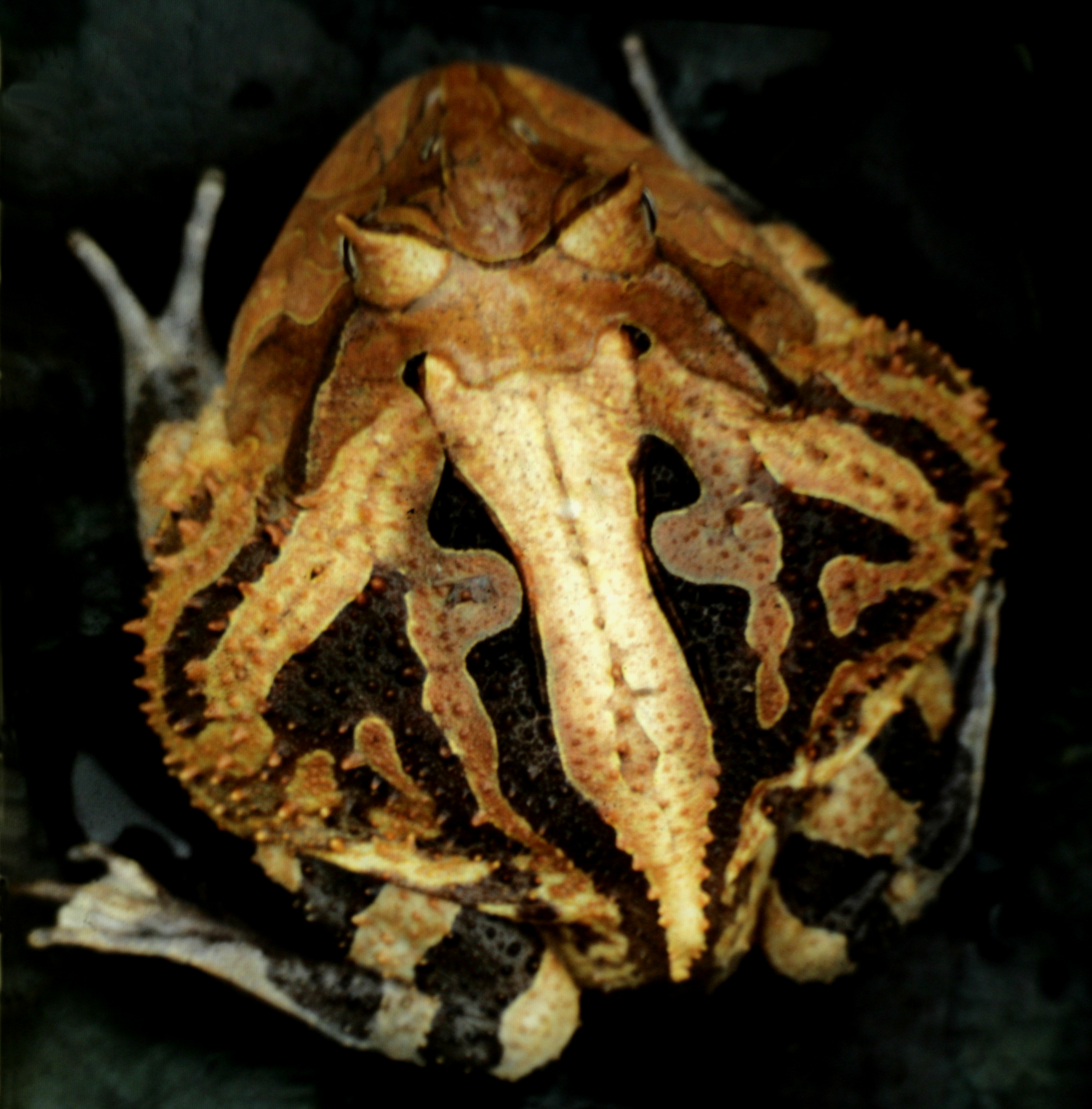
Ceratophrys cornuta Suriname
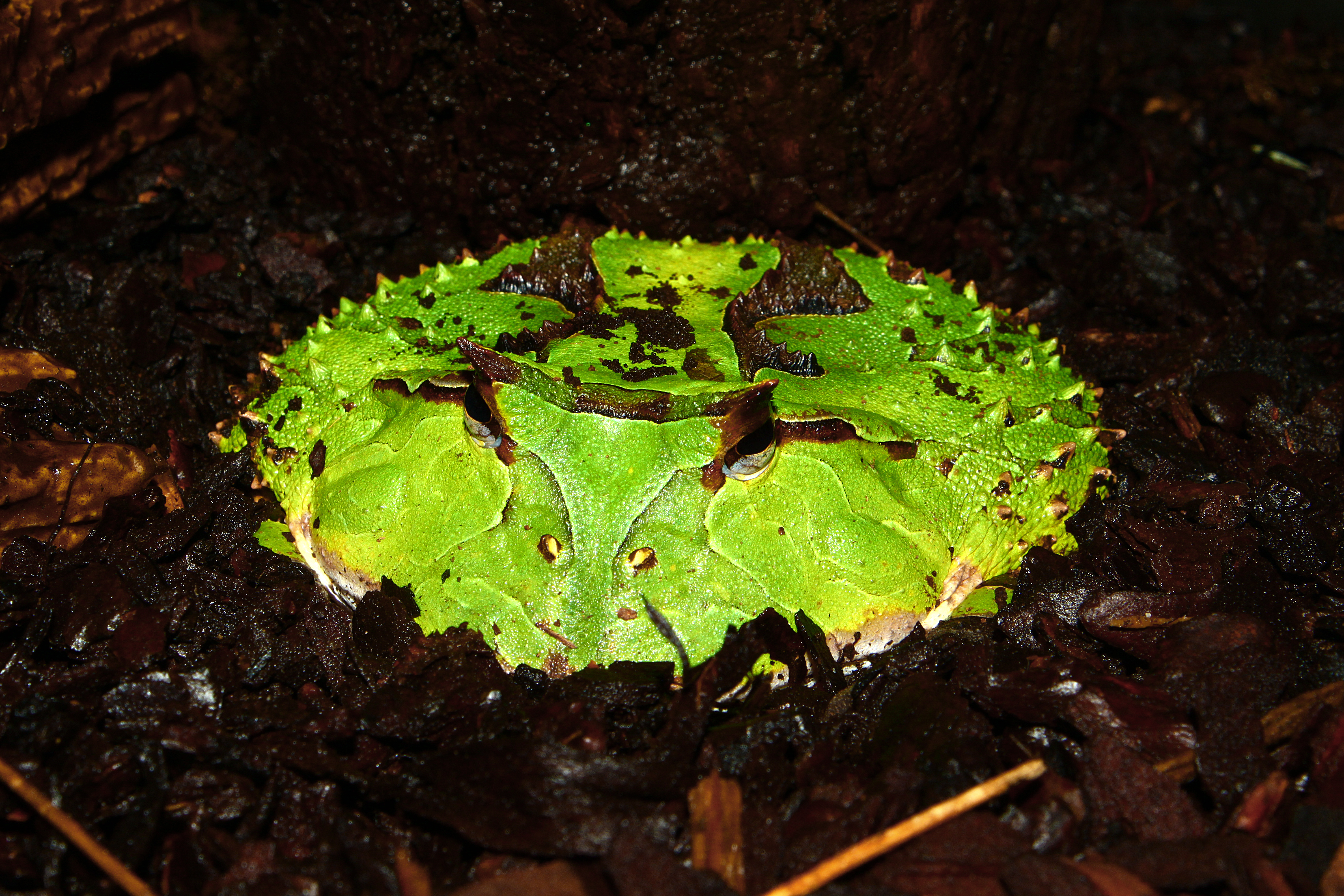
Hành vi vùi thân
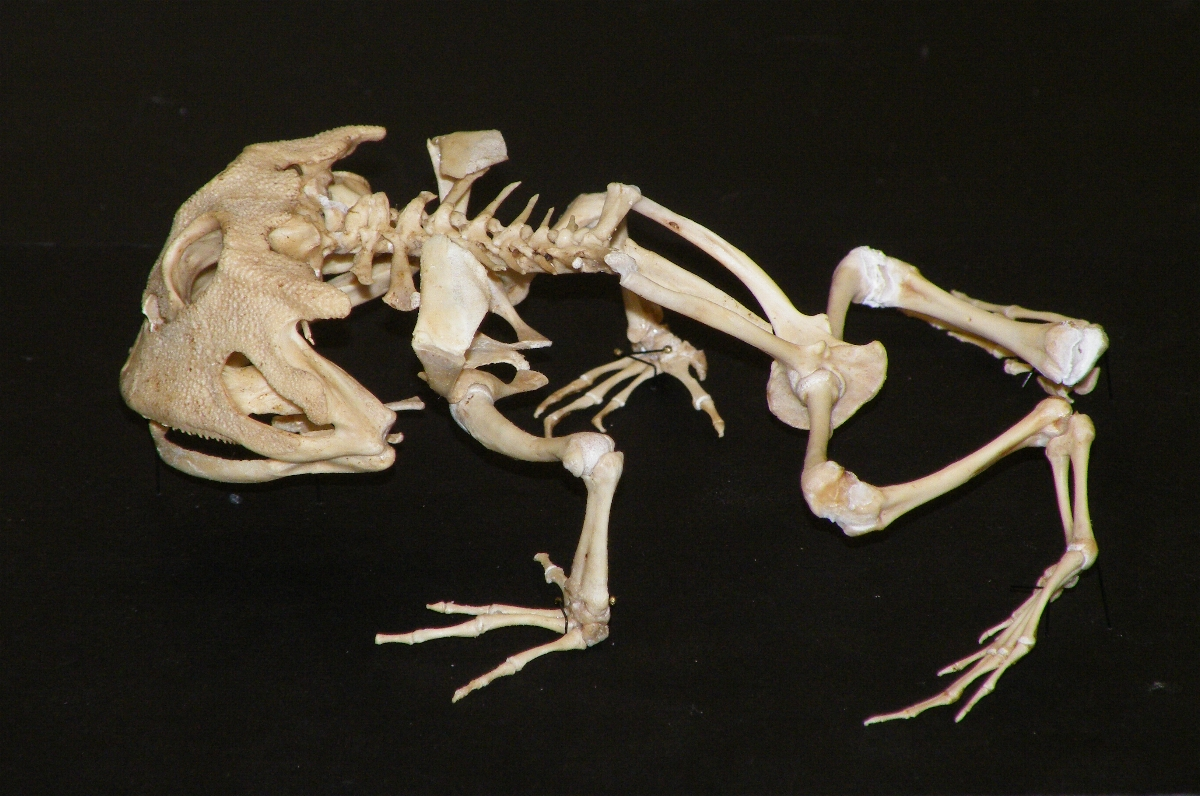
Bộ xương Ceratophrys cornuta
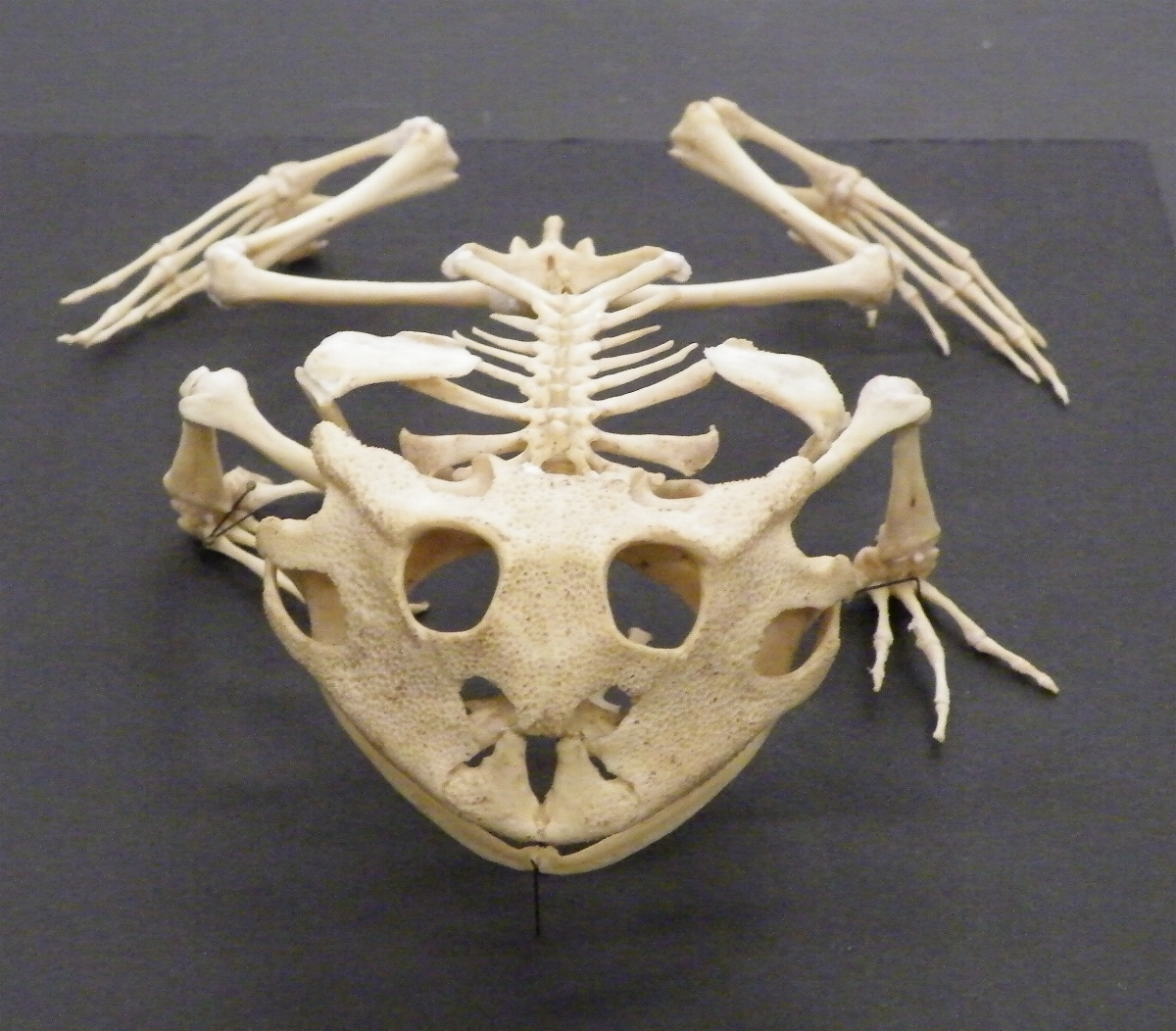
Bộ xương Ceratophrys cornuta